# 三岐朝明信号場
三岐朝明信号場（さんぎあさけしんごうじょう）は、三重県四日市市西富田町にある三岐鉄道三岐線の信号場。元は三岐朝明駅という駅であったが、1989年（平成元年）4月1日に廃駅となり信号場に格下げされた。

## 歴史

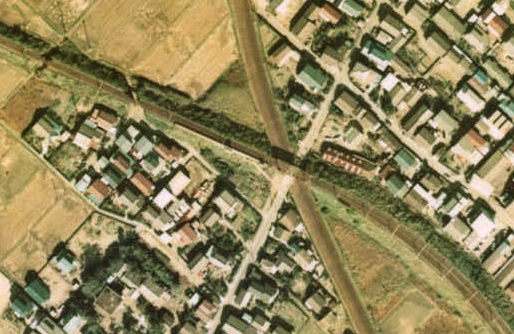
現役時代の三岐朝明駅。。1975年度。

- 1950年（昭和25年）10月30日：三岐朝明駅開業[1]。
- 1970年（昭和45年）6月25日：近鉄富田 - 三岐朝明間の近鉄連絡線が開業[1]。近鉄連絡線との分岐駅となる[1]。同駅を含む富田駅 - 三岐朝明信号場 - 大矢知駅間および三岐朝明信号場 - 近鉄富田駅間が単線自動閉塞化される。
- 1974年（昭和49年）4月1日：富田・近鉄富田 - 東藤原間がCTC化され[1]、同駅は保々駅構内のCTCセンターより集中制御される。
- 1985年（昭和60年）3月14日：富田 - 三岐朝明間の旅客営業を休止[1]。
- 1989年（平成元年）4月1日：三岐朝明駅を廃止、三岐朝明信号場に格下げ[2]。

## 構内構造
JR関西本線を跨ぐ橋梁の富田駅寄りの築堤上で、三岐線と近鉄連絡線が分岐する。ここの分岐器は近鉄富田方面が分岐線側であり、旅客列車は全て速度制限（30 km/h）を受ける。上り列車に対しては出発信号機のみが、下り列車に対しては場内信号機のみがある変則的な構造となっている。ATSは設けられていない。駅廃止後にホームは撤去されたが、ホーム基礎部分などの構造が現在も残る。

### 三岐朝明駅時代
単式ホーム1面1線の地上駅で、無人駅として営業していた。近鉄連絡線開業後、三岐線との分岐のための信号場の機能が付加された。ホームはJR関西本線を跨ぐ橋梁の大矢知駅寄りの築堤上にあり、階段で築堤下の道路に下りる構造であった。末期は一部の列車のみが停車し、大半の列車は通過していた。また、手動の乗車証明書発行機が設置されていた。

### 信号場格下げ後
三岐線と近鉄連絡線の分岐点のため、信号場として存置された。構内の信号機は、保々CTCセンターで近鉄富田駅出発・場内信号機、大矢知駅出発・場内信号機と同時に制御されるため、当信号場で列車が停車することは滅多に無い。2006年（平成18年）に信号機がLEDのものに交換された。

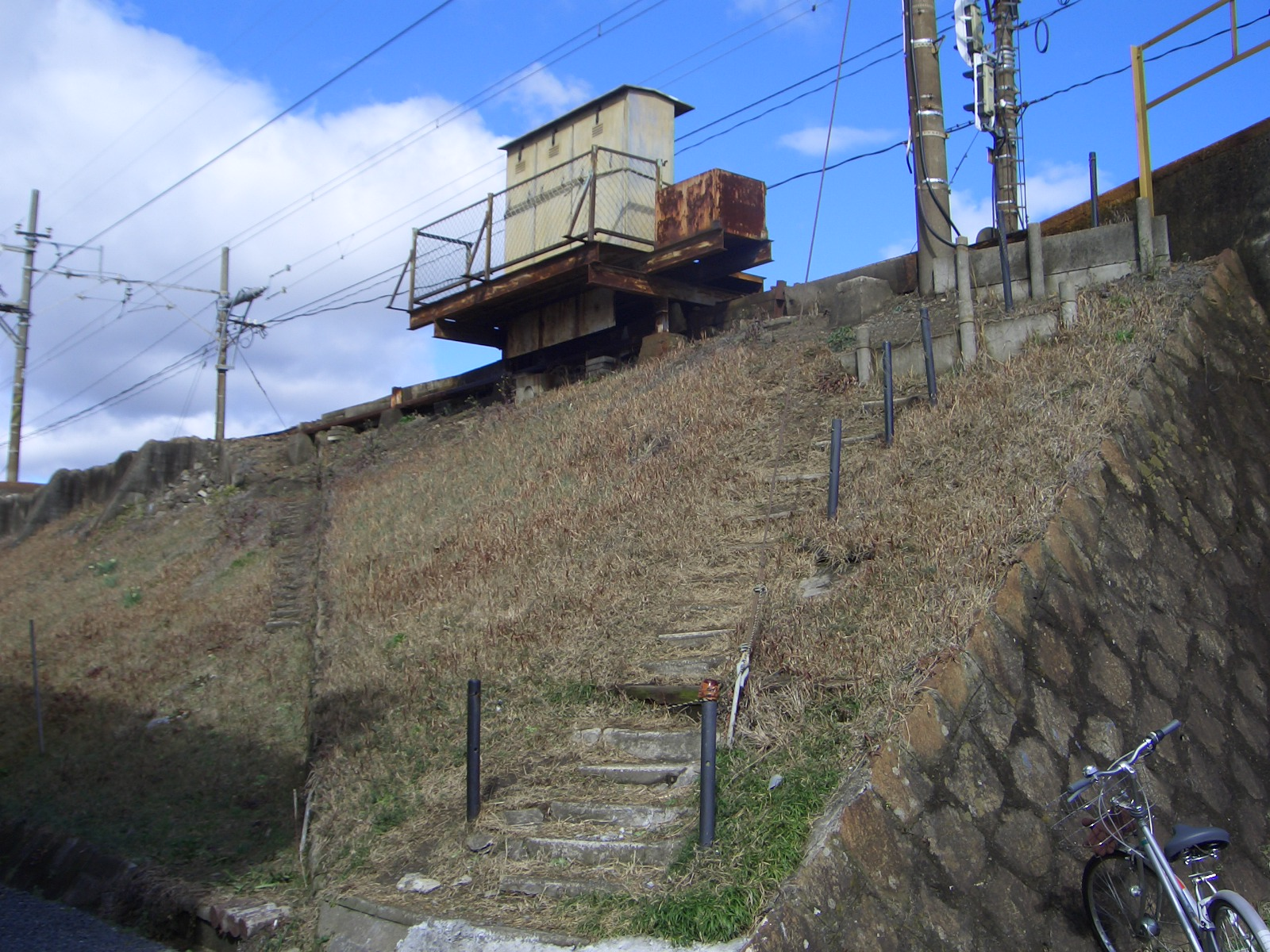
ホームへ向かう階段跡。写真左側に見えるのがホームの基礎（2007年2月）

## 周辺
住宅地となっているが、田畑がわずかに残る所がある。近隣には鉄工所などの会社事務所や寺がある。広域複合施設のあさけプラザは南東側、鏡ヶ池跡は北東側にある。
- 西富田公民館
- 田村寺
- 三光寺
- 若宮八幡宮
- 鏡ヶ池跡
- 四日市地域総合会館 あさけプラザ
- 三重県道8号四日市鈴鹿環状線
- 三重県道26号四日市多度線
- 三重県道66号四日市朝日線
- 八風街道
- 東海道
- あさけ通り

## 隣の駅
三岐鉄道
■三岐線
富田駅 - 三岐朝明信号場 - 大矢知駅(S02)
■近鉄連絡線
近鉄富田駅(S01) - 三岐朝明信号場　（正式には三岐朝明信号場側が起点）